# Ctenus occidentalis
Ctenus occidentalis är en spindelart som beskrevs av F. O. Pickard-Cambridge 1898. Ctenus occidentalis ingår i släktet Ctenus och familjen Ctenidae. Inga underarter finns listade i Catalogue of Life.